# Olios cursor
Olios cursor är en spindelart som först beskrevs av Tord Tamerlan Teodor Thorell 1894.  Olios cursor ingår i släktet Olios och familjen jättekrabbspindlar. Inga underarter finns listade i Catalogue of Life.